# Тотю Тотев
Тотю Тотев е български археолог и историк на изкуството медиевист, професор, ректор на Шуменския университет.

## Биография
Роден е на 22 декември 1930 г. в с. Кръшно, Ескиджумайско. Завършва теология в Софийския държавен университет през 1956 г.
Като научен сътрудник по средновековна археология работи повече от 30 години в Археологическия институт в Шумен, филиал на БАН. Ръководил е археологически разкопки и проучвания в Плиска, Велики Преслав и на други паметници от епохата на Първото българско царство. Особено важни са приносите му в изучаване на преславската художествена култура и старобългарското материално и духовно творчество през IX-Х век.
От 1990 г. е университетски професор и чете лекции по библейска и църковна археология, християнско изкуство, средновековна българска култура и история на Византия в Шуменския университет „Епископ Константин Преславски“. От 1992 до 1995 г. е декан на Факултета по българска филология, история и теология, а от 1996 до 2000 г. – ректор на Шуменския университет. Там, в Софийския университет „Св. Климент Охридски“ и в Свободния университет във Варна чете лекции по църковна археология и християнско изкуство.
Автор е на 10 монографии и над 200 научни студии и статии.
Умира на 6 декември 2015 г. в Шумен. Погребан е на 8 декември 2015 г. на алеята на бележитите шуменци. 

## Отличия
- През 2001 г. е удостоен с орден „Стара планина“ първа степен.[3]
- Носител е на орден „Св. св. Кирил и Методий“ първа степен.
- Почетен доктор на Шуменския университет.[4]
- Почетeн гражданин на Шумен.[5]
- Почетен гражданин на Велики Преслав[6]